# Las zapatillas rojas (cuento)
Las zapatillas rojas (De røde Skoe), a veces traducido también como Los zapatos rojos o Los zapatos colorados, es un cuento de hadas del escritor y poeta danés Hans Christian Andersen, famoso por sus cuentos para niños. Fue publicado por primera vez el 7 de abril de 1845 en Nuevos cuentos de hadas. Primer Tomo. Tercera colección. 1845 (Nye Eventyr. Første Bind. Tredie Samling). Los otros títulos incluidos en este tomo  son: El cerro de los elfos (Elverhøi), Los campeones de salto (Springfyrene), La pastora y el deshollinador (Hyrdinden og Skorstensfejeren) y Ogier, el danés (Holger Danske).
El cuento Las zapatillas rojas es el n.º 72 del catálogo de Andersen. Se volvió a publicar el 18 de diciembre de 1849 dentro de Cuentos de hadas. 1850 (Eventyr. 1850) y más adelante, el 30 de marzo de 1863 dentro de Cuentos de hadas e historietas. Segundo volumen. 1863 (Eventyr og Historier. Andet Bind. 1863).

## Trama
El cuento narra la historia de Karen, una niña muy pobre que no tenía zapatos; en verano iba descalza y en invierno con unos grandes zuecos de madera. Una zapatera del pueblo le hizo con restos de paño rojo unas zapatillas. Al morir su madre acude al entierro con su único calzado, las zapatillas rojas, que no son de luto.
Una anciana, apiadándose de ella, la tomó a su cargo; Karen vivió con ella y llegó el momento de hacer la primera comunión. Karen, aprovechando la poca vista de la anciana, eligió unos zapatos rojos de baile. La anciana, al enterarse, le explicó que no eran apropiados para ir a la iglesia. Y así llegó el día en el que debía hacer la confirmación. Karen se calzó los zapatos rojos, a pesar de la advertencia de la anciana. A la salida de la iglesia un hombre inválido le dijo: «¡Lindos zapatos para un baile!» Desde ese momento, Karen no podía dejar de bailar; comprendió que los zapatos estaban encantados.
Lo que en principio podría parecer fascinante, pronto se convirtió en una tortura. Atravesó bosques y campos, sin descanso, día y noche. Karen acabó, muy arrepentida de su vanidad, implorando la misericordia de Dios.

## Creación y publicación
Por una parte, Andersen nombró a la antiheroína de este cuento, Karen, como a su odiada media hermana, Karen Marie Andersen. Por otra parte, el origen del cuento se remonta a un incidente que Andersen presenció siendo todavía niño. Una adinerada dama envió al padre de Andersen, que era zapatero, un trozo de seda roja para hacer un par de zapatillas de baile para su hija. Cuidosamente, utilizando un cuero fino de color rojo junto con la seda, creó un par de zapatos de baile; pero la rica dama le espetó que eran totalmente inapropiados. Le recriminó que «no había hecho más que estropear [su] seda». A lo que su padre respondió: «En ese caso, también puedo estropear mi cuero», y destrozó los zapatos delante de ella.
El cuento de Las zapatillas rojas fue publicado por primera vez el 7 de abril de 1845 por C.A. Reitzel en Copenhague en la colección Nuevos cuentos de hadas. Primer Tomo. Tercera colección. 1845 (Nye Eventyr. Første Bind. Tredie Samling. 1845). Fue reeditado el 18 de diciembre de 1849 en Cuentos de hadas. 1850 (Eventyr. 1850) y de nuevo el 30 de marzo de 1863 en la colección Cuentos de hadas e historietas. 1863 (Eventyr og Historier. Andet Bind. 1863).

## Adaptaciones
- 1948: Las zapatillas rojas, película dirigida por Michael Powell y Emeric Pressburger.
- 2005: Bunhongsin, película surcoreana de terror, escrita y dirigida por Kim Yong-gyun, que se inspiró en este cuento de Andersen.